# Sovrani del Lesotho
I Sovrani del Lesotho (Basutoland, dal 1822 al 1966) sono i seguenti.

## Successione
La successione al trono del Lesotho è stabilita nel Capitolo V della Costituzione del Lesotho. L'attuale re è Letsie III.
Capitolo V L'articolo 45 della Costituzione recita:
(1) Il Collegio dei Capi può in qualsiasi momento designare, in conformità con il diritto consuetudinario del Lesotho, la persona (o le persone, in ordine di diritto prioritario) che hanno il diritto di succedere alla carica di Re in caso di morte del titolare o di vacanza di tale carica e se, in caso di morte o vacanza, vi è una persona che è stata precedentemente designata in conformità con questa sezione e che è in grado, in base al diritto consuetudinario del Lesotho, di succedere a tale carica, tale persona (o, se vi è più di una persona del genere, quella di esse che è stata designata come avente il primo diritto a succedere alla carica) diventerà Re.
(2) Se, alla morte del titolare o al verificarsi di una vacanza nella carica di Re, non vi è alcuna persona che diventi Re ai sensi del paragrafo (1), il Collegio dei Capi dovrà, con la massima rapidità possibile e in conformità con il diritto consuetudinario del Lesotho, procedere alla designazione di una persona che succederà alla carica di Re e la persona così designata diventerà Re.

## Compensazione
Al re viene concesso un patrimonio privato pari a 52.778 dollari annui.

## Basutoland (1822 - 1966)
| Sovrano | Sovrano                           | Mandato          | Mandato          |
| Sovrano | Sovrano                           | Inizio           | Fine             |
| ------- | --------------------------------- | ---------------- | ---------------- |
|         | Moshoeshoe I                      | 1822             | 18 gennaio 1870  |
|         | Letsie I Moshoeshoe               | 18 gennaio 1870  | 20 novembre 1891 |
|         | Lerotholi Letsie                  | 20 novembre 1891 | 19 agosto 1905   |
|         | Letsie II Lerotholi               | 21 agosto 1905   | 28 gennaio 1913  |
|         | Nathaniel Griffith Lerotholi      | 11 aprile 1913   | luglio 1939      |
|         | Simon Seeiso Griffith             | 3 agosto 1939    | 26 dicembre 1940 |
|         | Gabasheane Masupha Reggente       | 26 dicembre 1940 | 28 gennaio 1941  |
|         | Mantsebo Amelia 'Matsaba Reggente | 28 gennaio 1941  | 12 marzo 1960    |
|         | Moshoeshoe II                     | 12 marzo 1960    | 4 ottobre 1966   |

## Lesotho (dal 1966)
| Sovrano | Sovrano           | Mandato          | Mandato          |
| Sovrano | Sovrano           | Inizio           | Fine             |
| ------- | ----------------- | ---------------- | ---------------- |
|         | Moshoeshoe II (1) | 4 ottobre 1966   | 12 novembre 1990 |
|         | Letsie III (1)    | 12 novembre 1990 | 25 gennaio 1995  |
|         | Moshoeshoe II (2) | 25 gennaio 1995  | 15 gennaio 1996  |
|         | Letsie III (2)    | 7 febbraio 1996  | regnante         |